# 濱田芳通
濱田 芳通（はまだ よしみち）は日本の指揮者、リコーダーとコルネット(ツィンク)のヴィルトゥオーゾ。古楽アンサンブル≪アントネッロ≫主宰。
父は音楽理論家、指揮者、作曲家の濱田徳昭。曽祖父は東洋音楽学校（現・東京音楽大学）創立者の鈴木米次郎。弟は多摩美術大学教授の濱田芳治。祖母は淡谷のり子に声楽を指導した久保田(鈴木)稲子。祖父は海軍少将の久保田芳雄。また父方の祖父は大蔵官僚の濱田徳海。
リコーダーとコルネットのヴィルトゥオーゾとして国内外にて数多くの演奏活動、録音を行い、海外でリリースされたCDは全てディアパソン５つ星を獲得、高い評価を受けている。
バロック・オペラの指揮者として、モンテヴェルディの3大オペラ《オルフェオ》《ウリッセの帰還》《ポッペアの戴冠》、カッチーニ作曲《エウリディーチェ》（本邦初演）、ヘンデル作曲《ジュリオ・チェーザレ》、レオナルド・ダ・ヴィンチが関わったとされる劇作品《オルフェオ物語》(本邦初演)等、オペラ創成期からバロックに至る初期のオペラ作品を取り上げている。
教会音楽作品、モンテヴェルディ作曲「聖母マリアの夕べの祈り(Vespro della Beata Vergine)」においては国内最多の上演回数を誇る。
一方、戦国時代にヨーロッパから日本へ伝わった南蛮音楽の研究もライフワークとしており「天正遣欧少年使節の音楽」「エソポのハブラス」「フランシスコ・ザビエルと大友宗麟」等のテーマによりCDリリース、芝居付き演奏会を行っている。
著書「歌の心を究むべし」(アルテスパブリッシング)

## 略歴
桐朋学園大学古楽器科卒業後、スイス政府給費留学生としてバーゼル・スコラ・カントルムに留学。
1994年　古楽アンサンブル≪アントネッロ≫結成。
2001年　東京藝術大学・同大学院古楽科リコーダー専攻講師歴任。
2011年　東京二期会研修所　マスタークラス　指揮者歴任。
2019年　ダヴィンチ音楽祭音楽監督。

## 受賞歴
2005年　第7回ホテルオークラ音楽賞
2015年　第28回ミュージック・ペンクラブ・ジャパン音楽賞（室内楽・合唱部門）
2015年　第14回佐川吉男音楽賞
2019年　第６回JASRAC音楽文化賞
2020年　第50回ENEOS音楽賞 洋楽部門 奨励賞
2020年　第17回三菱UFJ信託音楽賞 奨励賞
2022年　第53回サントリー音楽賞

## 主な演奏歴・出演歴
1992年　ＮＨＫ大河ドラマ「信長 KING OF ZIPANGU」出演
1995年　スタジオジブリ「耳を澄ませば」の録音に参加
2000年　東京オペラシティ「B→C」シリーズ
2005年　目白バ・ロック音楽祭　レジデンツアーティスト
2007年　東京国立博物館　レオナルド・ダ・ヴィンチ誕生記念コンサート「レオナルド・ダ・ヴィンチ時代の宮廷音楽」（絵画『受胎告知』をバックに演奏）
2008年　神奈川県立音楽堂＜音楽堂バロック・オペラ＞初演400年モンテヴェルディ作曲『オルフェオ』
2008年　アントネッロ第１回定期公演 「ヴェネツィアの霊感」～１７世紀イタリア・ヴェネツィアの即興的器楽音楽～
2008年　カルダス・ダ・ライニャ音楽祭（ポルトガル）招聘
2008年　ペニスコラ国際中世・バロック音楽祭（スペイン）招聘
2010年　東京室内歌劇場定期公演　F.カヴァッリ作曲オペラ《ラ・カリスト》
2012年　Early Music Foundation主催「Music as the Shogun May Have Heard — 1591”（将軍が聞いた音楽）」（アメリカ・ニューヨーク）招聘
2013年　＜オペラ・フレスカ１＞　C.モンテヴェルディ作曲　歌劇≪ポッペアの戴冠≫
2013年　＜オペラ・フレスカ２＞　C.モンテヴェルディ作曲　音楽寓話劇≪オルフェオ≫
2014年　＜オペラ・フレスカ３＞　C.モンテヴェルディ作曲　歌劇≪ウリッセの帰還≫
2015年　「モンセラートの朱い本　Llibre Vermell de Montserrat」※NHK‐BSプレミアム「クラシック倶楽部」、NHK-FM「ベストオブクラシック」放送
2016年　＜オペラ・フレスカ４＞　G.カッチーニ作曲　歌劇≪エウリディーチェ≫
2017年　C.モンテヴェルディ没後450年記念　フォンテヴェルデ＆アントネッロ「聖母マリアの夕べの祈り」
2017年　C.モンテヴェルディ没後450年記念　＜オペラ・フレスカ５＞歌劇≪ポッペアの戴冠≫
2019年　レオナルド・ダ・ヴィンチ没後500年記念　＜オペラ・フレスカ6＞オペラ≪オルフェオ物語≫
2021年　G.F.ヘンデル　オラトリオ「メサイア」
2022年　＜オペラ・フレスカ7＞　G.F.ヘンデル作曲オペラ≪ジュリオ・チェーザレ≫
2025年　 ＜オペラ・オルフェオ（モンテヴェルディ）＞』プロローグと全5幕・イタリア語上演・日本語字幕付き 2025年2月22日 - 23日 神奈川県立音楽堂 演: 濱田芳通＆アントネッロ